# Manuela Saenz

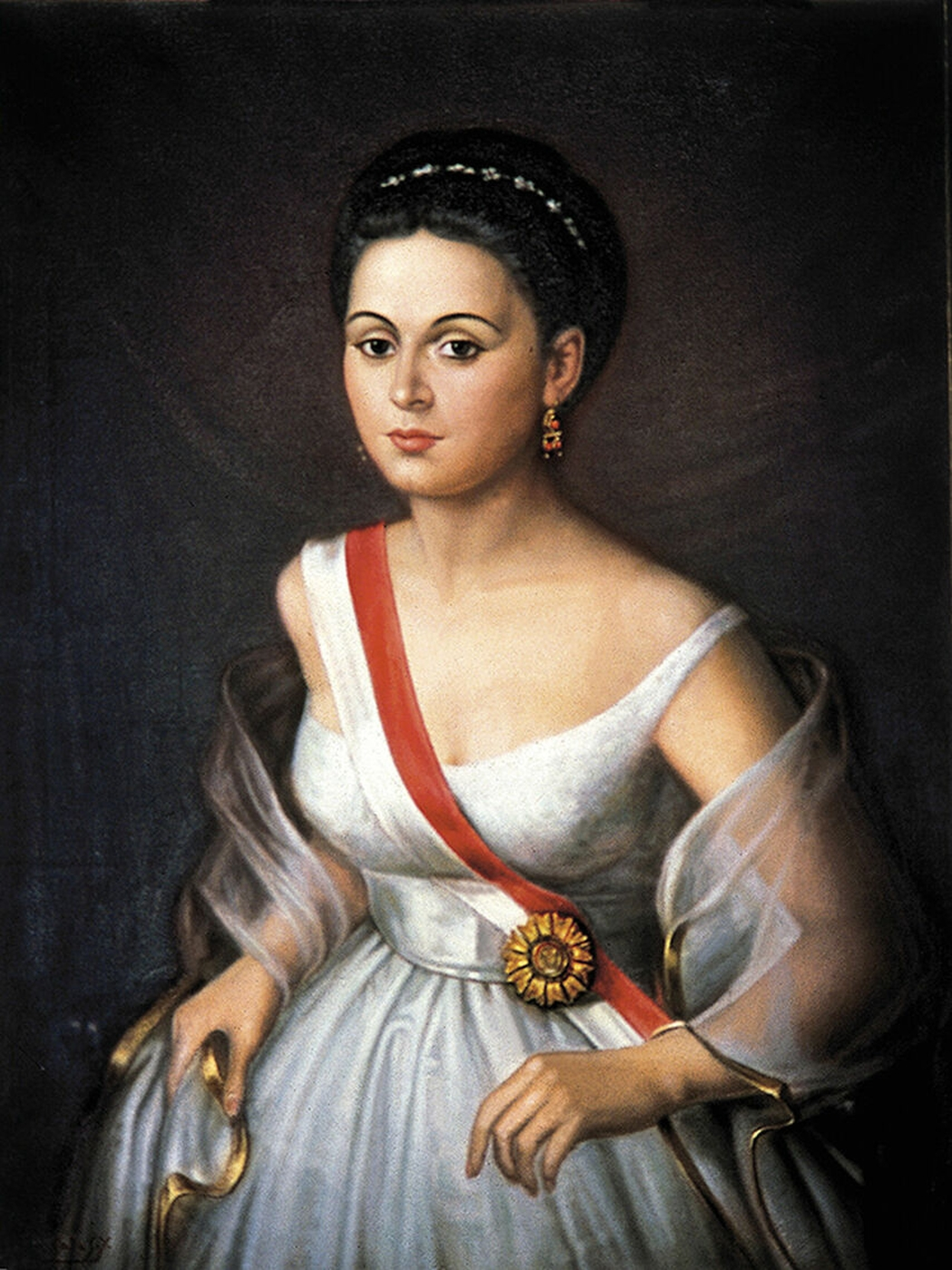
Manuela Sáenz - Người Giải phóng của Người Giải phóng

Manuela Sáenz, tên đầy đủ Doña Manuela Sáenz de Thorne (sinh 27 tháng 12 năm 1797, hoặc có thể năm 1795, tại Quito, Ecuador, mất ngày 23 tháng 11 năm 1856 ở Paita, Peru), còn được gọi là "Người Giải phóng của Người Giải phóng", là người tình của nhà lãnh đạo cách mạng Nam Mỹ Simón Bolívar.

## Tiểu sử
Manuela là con ngoài giá thú của một quý tộc người Tây Ban Nha, ông Simón Sáenz Vergara (hay Sáenz y Verega) với bà Maria Joaquina Aizpuru người Ecuador. Mẹ bà bị gia đình từ bỏ và cô bé "Manuelita" vào tu viện Santa Catherine (hay Santa Catalina). Năm 17 tuổi, sau khi bị phát hiện đã có quan hệ với viên sĩ quan Fausto D'Elhuyar, Manuela bị đuổi khỏi tu viện. Con gái của bà, Juan José và con trai Fausto de Elhuyar y de Suvisa sau này là những người đồng phát hiện ra nguyên tố wolfram.
Bà sống với cha mấy năm và đến năm 1817 ông đã bố trí cuộc hôn nhân giữa bà với một thương gia người Anh giàu có tên là James Thorne, gấp đôi tuổi Manuela. Họ chuyển đến Lima, Peru, năm 1819. Bà sống một cuộc sống quý tộc, gia đình luôn là nơi tụ tập của các sĩ quan và những chính trị gia. Những người khách đã tiết lộ bí mật về cuộc cách mạng sắp diễn ra và năm 1819, khi Simón Bolívar thu được thắng lợi trong việc giải phóng New Granada, Manuela Sáenz trở thành thành viên tích cực chống lại chính quyền Peru do José de la Serna e Hinojosa đứng đầu.
Năm 1822, bà rời bỏ chồng đi đến Quito và gặp Simón Bolívar ở đây. Ngay lập tức, họ bị nhau cuốn hút và tám năm sau đó bà đã dành trọn cuộc sống cho Bolivar. Bà trao đổi thư từ, đến với ông khi ông đi từ nước này sang nước khác và ủng hộ phe cách mạng bằng cách thu thập tin tức, rải truyền đơn và bảo về quyền của phụ nữ. Bà đã được tặng Huân chương Mặt trời ("Caballeresa del Sol") bởi những đóng góp cho cách mạng. Đầu năm 1825 và từ tháng 2 đến tháng 9 năm 1826, Manuela sống với Bolívar ở gần Lima. Khi chiến tranh tiếp diễn và Bolívar buộc phải ra đi bà đã theo ông đến Bogotá sau đó. Tháng ngày 25 tháng 9 năm 1828, một nhóm sĩ quan nổi loạn đã âm mưu ám sát Bolívar, nhờ có sự giúp đỡ của Manuela, ông đã thoát nạn. Chính vì thế ông đã gọi bà là "Người Giải phóng của Người Giải phóng".
Bolívar rời Bogotá năm 1830 và mất ở Santa Marta do bệnh lao trên đường lưu vong mà không để lại một chút gì cho bà. Manuela trở thành cái gai trong mắt Francisco de Paula Santander, người nắm quyền lực sau cái chết của Bolívar. Bị lưu đày, bà đã sang Jamaica. Khi Manuela tìm cách trở về Ecuador năm 1835, tổng thống Ecuador Vicente Rocafuerte đã thu hồi hộ chiếu của bà. Manuela dừng chân ở phía bắc Peru, sống trong thị trấn nhỏ ven biển Paita.
Suốt 25 năm từ đó, Manuela sống cuộc đời cơ cực bằng cách bán thuốc lá và dịch những bức thư mà những người săn cá voi Bắc Mỹ gửi cho các cô gái Nam Mỹ.
Năm 1847, chồng bị giết ở Pativilca, bà đã từ chối khoản tiền 8.000 peso được thừa kế. Bị tàn tật sau một tai nạn sập cầu thang và Manuela chết ở Paita ngày 23 tháng 11 năm 1856 trong một trận dịch bạch hầu. Thi thể của bà được chôn cất trong một nghĩa trang công cộng và những thứ còn lại, chủ yếu là những bức thư tình của Bolivar bị thiêu hủy.